# Уингфилд, Пит
Пит Уингфилд (англ. Pete Wingfield, род. 7 мая 1948, Лифук, Великобритания) — британский автор-исполнитель, музыкальный продюсер, клавишник и музыкальный журналист.

## Карьера
В 1969 году Уингфилд участвовал в записи альбома группы Jellybread First Slice (где исполнял вокал и играл на клавишных), который был спродюсирован Майком Верноном и выпущен на лейбле Blue Horizon.
В 1970-х годах Уингфилд регулярно публиковал статьи о соул-музыке в журналах Let It Rock и Melody Maker. Кроме того он выступал с британской соул-группами The Olympic Runners и Albert Lee & Hogan’s Heroes.
В 1971 году Уингфилд играл в качестве клавишника в альбоме Би Би Кинга B.B. King in London, годом позже в том же амплуа поучаствовав в записи пластинки Кифа Хартли Seventy-Second Brave. Кроме того, Уингфилд отметился в качестве клавишника в трёх альбомах Брина Гаворта Let the Days Go By (1974), Sunny Side of the Street и Pass It On. Также он играл в нескольких альбомах Колина Бланстоуна, включая пластинку Journey.

### «Eighteen with a Bullet»
Выпущенная в 1975 году пастиш-ду-воп композиция «Eighteen With a Bullet» (из альбома Breakfast Special) отметилась в чартах по обе стороны Атлантики: достигнув 15-го места в американском Billboard Hot 100 (куда песня попала 23 августа 1975 года) и 7-го в британском UK Singles Chart. Примечательно, что «bullet» (англ. «пуля») на музыкальном сленге обозначает быстро продающуюся песню, либо стремительно поднимающуюся в хит-парадах, что было оправдано тем фактом, что трек достиг 18-го места уже к 22 ноября. Впоследствии песня фигурировала в саундтреке культового фильма «Карты, деньги, два ствола», где звучала во время титров.

### Поздняя карьера
Впоследствии Уингфилд сотрудничал с Аланом Парсонсом, Полом Маккартни (альбом Run Devil Run), Джимми Уизерспуном, Фредди Кингом, группами Dexys Midnight Runners, The Housemartins, The Beautiful South, Interview.
В 1977 году его песня «Making a good Thing Better» была выпущена в одноименном альбоме Оливии Ньютон-Джон. В 1978 году он написал культовый танцевальный хит «Eyes in the Back of My Head» для Патти Лабелль, выпущенный в её альбоме Tasty. Уингфилд также играл на клавишных в группе The Hollies в период с 1975 по 1980 годы. В 1980 году он спродюсировал дебютный альбом группы Dexys Midnight Runners Searching for the Young Soul Rebels. В 1980-х годах Уингфилд написал песни «It’s Good to Be the King» and «To Be or Not to Be» вместе с кинопродюсером Мэлом Бруксом. В 1985 году он спродюсировал дебютный альбом группы Kane Gang Bad and Lowdown World of the Kane Gang. Три года спустя он стал продюсером песни «I'm Gonna Be» группы The Proclaimers попавшей в Top-20 чарта UK Singles Chart. В 1988 году Уингфилд написал композицию «Tribute (Right On)» для группы The Pasadenas.
В 1972 году Уингфилд выступил с Ван Моррисоном на джазовом фестивале в Монтре — это было одно из двух шоу включённых в первый концертный DVD Ван Моррисона «Live at Montreux 1980/1974» (2006). Несколько лет спустя Уингфилд поучаствовал в европейском турне музыканта, на котором, в том числе, исполнялись песни из его культового альбома Into the Music. На протяжении 18 лет Уингфилд сотрудничал с дуэтом The Everly Brothers в качестве клавишника, начиная с их реюниона 1983 года.